# Boraka
Boraka (albanisch auch Borakë, Borakaj; bosnisch Borak) ist ein Dorf in der Gemeinde Shijak im Qark Durrës in Zentralalbanien. Bis 2015 gehörte es zur Gemeinde Xhafzotaj, seitdem bildet diese ehemalige Gemeinde eine Verwaltungseinheit (njësia administrative) innerhalb der Gemeinde Shijak.
In Boraka und dem Nachbarort oder Ortsteil Boraka e vjetër („Alt-Boraka“, bosnisch Stari Borak) leben fast nur Angehörige der bosniakischen Minderheit. Auch im Nachbardorf Koxhas leben viele Bosniaken.

## Lage
Das Dorf liegt auf einem Hügel, der sich rund 40 Meter aus der Küstenebene am Unterlauf des Erzen erhebt. Im Westen wird der Hügel vom Fluss begrenzt. Im Norden verläuft die Autobahn SH2, die Durrës (zehn Kilometer westlich) mit Tirana (20 Kilometer östlich) verbindet. Zwei Kilometer südlich liegt Shijak, das lokale Zentrum, der historische Übergang über den Erzen, der historische Marktort und heutige Sitz der Bashkia. Im Südosten von Boraka liegt das Dorf Koxhas, nördlich der SH2 der Ort Sukth, westlich von Shijak Xhafzotaj.

## Geschichte
Nach dem Berliner Kongress 1878, der darauffolgenden Besetzung von Bosnien und Herzegowina und der Niederschlagung von Aufständen um 1881 beschlossen viele Bosniaken, in das verbliebene Gebiet des Osmanischen Reiches zu ziehen. Dabei strandete eine Gruppe von Bosniaken aus Mostar in Durrës, die dann in Boraka siedelte, anstatt wie geplant weiter in die Türkei zu ziehen. Es folgten ihnen noch weitere Flüchtlinge. Zwar war die Gegend zuvor kaum bewohnt und bewirtschaftet, doch mussten weitere Flüchtlinge abgewiesen werden, da der Boden nicht ausreichte. Der  Name des Dorfes ist wohl albanischen Ursprungs.
1905 wurden in Boraka 305 Personen gezählt, von denen aber nicht alle als Slawen erfasst worden waren. 1914 haben sich die Bosniaken am Mittelalbanischen Bauernaufstand beteiligt. Bis in die 1960er Jahre gab es im Dorf eine Moschee. Zu Zeiten der Sozialistischen Volksrepublik Albanien wurden sowohl die Religion wie auch die bosnische Identität vom Staat unterdrückt. Eine neue Moschee mit Minarett, Ziegeldach und einer kleinen Kuppel gleichzeitig wurde in den Jahren vor 2014 errichtet.
Am 5. Oktober 2020 besuchte der bosnische Staatspräsident Šefik Džaferović das Dorf Boraka, wo damals eine vom bosnisch-herzegowinischen Staat mitfinanzierte Grundschule für 220 Kinder im Bau war. Zudem besichtigte er acht neue Häuser, die nach dem Erdbeben vom November 2019 wiederaufgebaut werden mussten.

## Demographie

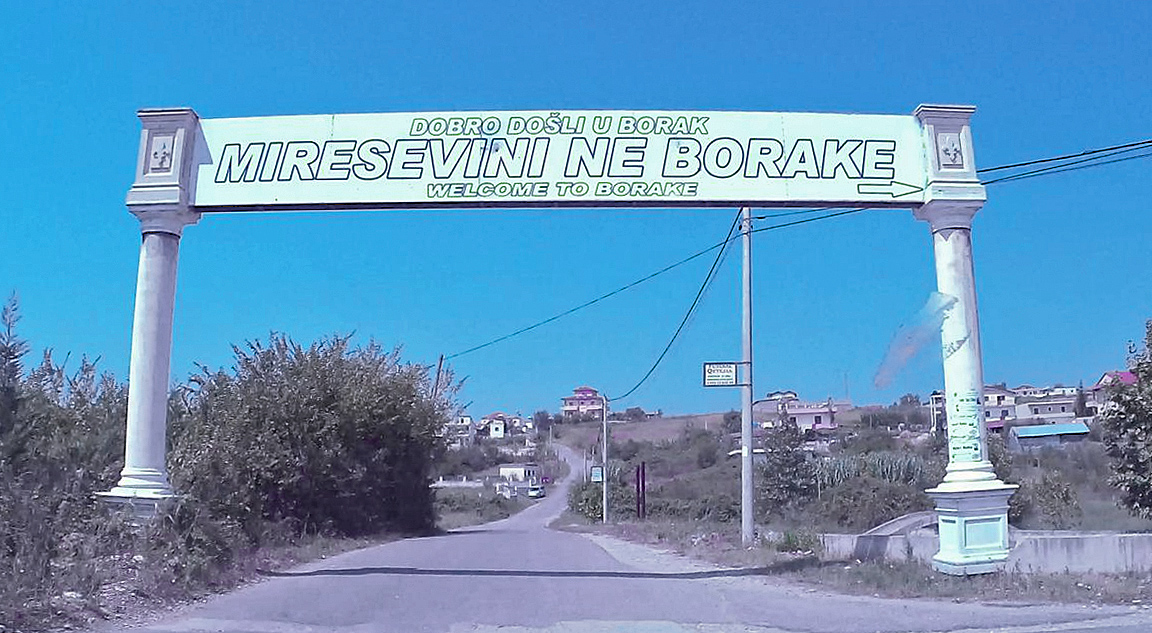
Mehrsprachiges Schild am Ortseingang

Die Einwohnerzahl von Borak wurde von der Qark-Verwaltung mit 847 Einwohnern angegeben. Lokale Quellen sprechen von bis zu 1800 Einwohnern. Abgesehen von eingeheirateten Albanerinnen und einigen Zuzüglern sind die Bewohner des Dorfes alle muslimische Bosniaken. Bei der Volkszählung 2023 gaben im Qark Durrës 2510 Personen an, Bosnier zu sein, was auf eine Abwanderung in die nächstgelenge Großstadt hinweist. 
Das Dorf spricht Bosnisch mit einem herzegowinischen Akzent. Um ihre Identität nicht zu verlieren und den Kindern eine Erinnerung an ihre Herkunft zu bieten, schickten die bosnischen Behörden 2008 einen Lehrer in das Dorf Boraka, um an der örtlichen Grundschule die Bosnische Sprache zu lehren. Die Bosniaken gelten als vollständig integriert, haben aber Sprache, Kultur und Traditionen bewahrt.

## Verkehr und Wirtschaft
Entlang der Autobahn SH2 hat sich im Bereich von Boraka Wirtschaft angesiedelt, insbesondere Autohäuser und größere Tankstellen. Es gibt im Ort zahlreiche kleine Unternehmen sowie Restaurants, die ihren Namen an Bosnien angelehnt haben.